# Ediz Yıldırımer
Ediz Yıldırımer (se prononce [eˈdiz ˈjɯɫdɯˈɾɯmeɾ] ; né le 25 octobre 1993 à Gölcük) est un nageur turc, spécialiste du 800 et du 1 500 m nage libre.
En participant aux Jeux olympiques de 2008, c'est le plus jeune Turc à avoir jamais participé aux Jeux, à seulement 14 ans. Il remporte le titre européen junior en 2010 et en 2011.
Né dans la province de Kocaeli, il la quitte à la suite du séisme de 1999 et débute alors la natation dans un club de Konya avant de revenir deux ans après à Kocaeli.